# Рублево (Островський район)
Рублево (рос. Рублево) — присілок в Островському районі Псковської області Російської Федерації.
Населення становить 10 осіб. Входить до складу муніципального утворення Островська волость.

## Історія
Від 2015 року входить до складу муніципального утворення Островська волость.

## Населення
| 2001 | 2002 | 2010 | 2013 |
| ---- | ---- | ---- | ---- |
| 13   | ↗14  | ↘7   | ↗10  |